# Frosinone Calcio 2012-2013
Questa voce raccoglie le informazioni riguardanti il Frosinone Calcio nelle competizioni ufficiali della stagione 2012-2013.

## Stagione
Nella stagione 2012-2013 il Frosinone disputa il girone B del campionato di Prima Divisione, ottiene 41 punti sul campo, meno uno di penalizzazione, con il settimo posto finale, ma nettamente staccato dai Play-off. Allenato in questa stagione da Roberto Stellone disputa un discreto girone di andata chiuso in terza posizione con 25 punti, poi nel girone di ritorno ha un vistoso calo, raccoglie nel girone di ritorno solo 16 punti, dovendo rinunciare a ogni velleità. La caratteristica della squadra ciociara è stata quella di fare molta fatica a segnare, infatti il miglior realizzatore è stato il centrocampista Alessandro Frara con 6 reti in campionato. Il Frosinone partecipa alla Coppa Italia nazionale nel primo turno supera (2-0) il Delta Porto Tolle, poi nel secondo turno esce dal torneo battuto (3-0) dalla Juve Stabia. Partecipa anche alla Coppa Italia di Lega Pro, ma esce subito sconfitto (2-1) dall'Aprilia.

## Divise e sponsor
Lo sponsor per la stagione 2012-2013 è la Banca Popolare del Frusinate, mentre lo sponsor tecnico è il marchio Legea.

## Organigramma societario
Area direttiva
- Presidente: Maurizio Stirpe
- Presidente onorario: Arnaldo Zeppieri

Area organizzativa
- Segreteria generale: Anna Fanfarillo
- Responsabile amministrativo: Raniero Pellegrini

Area comunicazione
- Responsabile area comunicazione: Federico Rotondo
- Addetto stampa: Federico Rotondo

Area tecnica
- Allenatore: Roberto Stellone
- Allenatore in seconda: Giorgio Gorgone

## Rosa
| N. |                   | Ruolo | Calciatore         |
| -- | ----------------- | ----- | ------------------ |
|    | Italia (bandiera) | P     | Massimo Zappino    |
|    | Italia (bandiera) | P     | Simone Fiorini     |
|    | Italia (bandiera) | P     | Damiano Palombo    |
|    | Italia (bandiera) | P     | Matteo Vaccarecci  |
|    | Italia (bandiera) | D     | Ciro Amelio        |
|    | Italia (bandiera) | D     | Dario Biasi        |
|    | Italia (bandiera) | D     | Leonardo Blanchard |
|    | Italia (bandiera) | D     | Davide Bertoncini  |
|    | Italia (bandiera) | D     | Daniele Ficagna    |
|    | Italia (bandiera) | D     | Daniele Frabotta   |
|    | Italia (bandiera) | D     | Nicholas Guidi     |
|    | Italia (bandiera) | D     | Simone Vitale      |
|    | Italia (bandiera) | C     | Alessandro Frara   |
|    | Italia (bandiera) | C     | Mirko Gori         |

| N. |                    | Ruolo | Calciatore             |
| -- | ------------------ | ----- | ---------------------- |
|    | Italia (bandiera)  | C     | Daniele Altobelli      |
|    | Italia (bandiera)  | C     | Davide Bottone         |
|    | Italia (bandiera)  | C     | Enrico Maria Crescenzi |
|    | Italia (bandiera)  | C     | Davide Carrus          |
|    | Austria (bandiera) | C     | Robert Gucher          |
|    | Italia (bandiera)  | C     | Luca Paganini          |
|    | Italia (bandiera)  | A     | Salvatore Aurelio      |
|    | Italia (bandiera)  | A     | Christian Cesaretti    |
|    | Italia (bandiera)  | A     | Davis Curiale          |
|    | Italia (bandiera)  | A     | Massimo Ganci          |
|    | Italia (bandiera)  | A     | Leandro Campagna       |
|    | Perù (bandiera)    | A     | Gianluca Lapadula      |
|    | Brasile (bandiera) | A     | Rogerio de Onofre      |
|    | Italia (bandiera)  | A     | Vincenzo Santoruvo     |

## Calciomercato

### Trasferimenti
| Acquisti | Acquisti      | Acquisti | Acquisti   |
| R.       | Nome          | da       | Modalità   |
| -------- | ------------- | -------- | ---------- |
| A        | Davis Curiale | Grosseto | definitivo |

| Cessioni | Cessioni         | Cessioni  | Cessioni   |
| Ruolo    | Nome             | a         | Modalità   |
| -------- | ---------------- | --------- | ---------- |
| A        | Leandro Campagna | Parma     | definitivo |
| D        | Fabio Catacchini | Catanzaro | definitivo |
| A        | Luca Paganini    | Fondi     | definitivo |

## Risultati

### Lega Pro Prima Divisione

#### Girone di andata
| Arbitro: | Ros (Pordenone) |

|              |           |  |
| Carrus 90+4’ | Marcatori |  |

| Arbitro: | Merlino (Udine) |

|              |           |  |
| Scardina 63’ | Marcatori |  |

| Arbitro: | Abisso (Palermo) |

|                                 |           |                    |
| De Onofre 12’ Carrus 50’ (rig.) | Marcatori | 80’ (rig.) Lanteri |

| Arbitro: | Oliveri (Palermo) |

|  |           |             |
|  | Marcatori | 23’ Aurelio |

| Arbitro: | Bindoni (Venezia) |

|                          |           |                              |
| Aurelio 1’ Cesaretti 43’ | Marcatori | 48’ (rig.) Mazzeo 50’ Garufo |

| Arbitro: | Piccinini (Forlì) |

|                       |           |                       |
| Gucher 2’ Bottone 56’ | Marcatori | 72’ (rig.) Biancolino |

| Latina 14 ottobre 2012, ore 15:00 7ª giornata | Latina          | 0 – 0 | Frosinone | Stadio Domenico Francioni (6462 spett.)\| Arbitro: \| Ros (Pordenone) \| |
| Arbitro:                                      | Ros (Pordenone) |       |           |                                                                          |

| Arbitro: | Minelli (Varese) |

|                                     |           |               |
| Ganci 10’, 82’ (rig.) Santoruvo 75’ | Marcatori | 48’ La Mantia |

| Arbitro: | Benassi (Bologna) |

|  |           |                                    |
|  | Marcatori | 42’ Blanchard 67’ Frara 72’ Gucher |

| Arbitro: | Saia (Macerata) |

|           |           |                   |
| Frara 85’ | Marcatori | 19’, 74’ G. Tulli |

| Arbitro: | Maresca (Napoli) |

|                                     |           |                           |
| Tozzi Borsoi 4’ (rig.) Politano 44’ | Marcatori | 89’ Frara 90+2’ Santoruvo |

| Benevento 3 dicembre 2012, ore 20.45 12ª giornata | Benevento           | 0 – 0 referto | Frosinone | Stadio Ciro Vigorito (2429 spett.)\| Arbitro: \| Aureliano (Bologna) \| |
| Arbitro:                                          | Aureliano (Bologna) |               |           |                                                                         |

| Arbitro: | Bruno (Torino) |

|                               |           |                                |
| Ganci 7’ (rig.) A. Marchi 49’ | Marcatori | 34’ Caturano 88’ (rig.) Scarpa |

| Arbitro: | Chiffi (Padova) |

|                              |           |                    |
| Aurelio 32’ Frara 95’ (rig.) | Marcatori | 61’, 66’ Schenetti |

| Arbitro: | Sacchi (Macerata) |

|           |           |                |
| Frara 59’ | Marcatori | 90+4’ Magnaghi |

#### Girone di ritorno
| Arbitro: | Adducci (Paola) |

|  |           |               |
|  | Marcatori | 23’ Santoruvo |

| Arbitro: | Maresca (Napoli) |

|                          |           |  |
| Cesaretti 35’ Carrus 59’ | Marcatori |  |

| Arbitro: | Cifelli (Campobasso) |

|                         |           |  |
| R. Innocenti 23’ (rig.) | Marcatori |  |

| Arbitro: | D'Angelo (Ascoli Piceno) |

|             |           |            |
| Aurelio 71’ | Marcatori | 38’ Tiboni |

| Arbitro: | Pelagatti (Arezzo) |

|            |           |  |
| Evacuo 82’ | Marcatori |  |

| Arbitro: | Ghersini (Genova) |

|                 |           |  |
| L. Castaldo 67’ | Marcatori |  |

| Arbitro: | Aureliano (Bologna) |

|                              |           |               |
| Aurelio 6’ Carrus 47’ (rig.) | Marcatori | 89’ Jefferson |

| Barletta 10 marzo 2013, ore 14:30 23ª giornata | Barletta        | 0 – 0 referto | Frosinone | Stadio Cosimo Puttilli (2000 spett.)\| Arbitro: \| Chiffi (Padova) \| |
| Arbitro:                                       | Chiffi (Padova) |               |           |                                                                       |

| Arbitro: | Bindoni (Venezia) |

|                                                       |           |  |
| Carrus 28’ (rig.) Santoruvo 30’ Curiale 45’ Frara 51’ | Marcatori |  |

| Arbitro: | Ros (Pordenone) |

|                           |           |            |
| Scappini 10’ Favasuli 90’ | Marcatori | Curiale 6’ |

| Arbitro: | Maresca (Napoli) |

|  |           |          |
|  | Marcatori | 7’ Nicco |

| Frosinone 14 aprile 2013, ore 15:00 27ª giornata | Frosinone       | 0 – 0 referto | Benevento | Stadio Matusa (2958 spett.)\| Arbitro: \| Chiffi (Padova) \| |
| Arbitro:                                         | Chiffi (Padova) |               |           |                                                              |

| Arbitro: | Pelagatti (Arezzo) |

|           |           |                  |
| Ganci 83’ | Marcatori | 90’ Fava Passaro |

| Arbitro: | Sacchi (Macerata) |

|                         |           |                                              |
| Curiale 56’, 76’ (rig.) | Marcatori | 38’, 64’ Tortolano 89’ Ciampi 90+2’ Bernardo |

| Arbitro: | Minelli (Varese) |

|  |           |                                |
|  | Marcatori | 1’ Gemignani 45+1’ G. Giovinco |

### Coppa Italia
| Arbitro: | Guccini (Albano Laziale) |

|                         |           |  |
| Ganci 109’ Aurelio 115’ | Marcatori |  |

| Arbitro: | Roca (Foggia) |

|                                        |           |  |
| Zito 16’ Acosty 23’ Danilevičius 45+1’ | Marcatori |  |

### Coppa Italia Lega Pro

#### Fase ad eliminazione diretta
| Arbitro: | Melidoni (Frattamaggiore) |

|                       |           |              |
| Gomes 10’ Sassano 32’ | Marcatori | 56’ Paganini |